# Michał Wroński
Michał Wroński (ur. 25 maja 1945 w Częstochowie) – prozaik, poeta, publicysta, dramaturg. W 1963 roku ukończył IV LO im. H. Sienkiewicza w Częstochowie

## Życiorys
Zamieszkały w Gliwicach. Członek Górnośląskiego Towarzystwa Literackiego. Jest autorem kilkudziesięciu słuchowisk radiowych i widowisk telewizyjnych, kilku sztuk teatralnych (libretta), kilkunastu bajek scenicznych i musicali (autor librett i piosenek). Pracował w Telewizji Katowice, w katowickiej Estradzie (1971–1974), w 1973 roku w Teatrze Lalek Banialuka w Bielsku-Białej (kierownik literacki). W latach 1974–1976 był kierownikiem literackim w Wojewódzkiej Agencji Imprez Artystycznych w Katowicach; w latach 1974–1996 pełnił również funkcję kierownika literackiego w Operetce Śląskiej (obecnie Teatr Muzyczny w Gliwicach). W 1980 otrzymał nagrodę "Złote maski wieczoru 80" za libretto baśni scenicznej Zaczarowana rakieta (Operetka Śląska w Gliwicach). Rzeźbą zajmuje się od kilkunastu lat, fotografią od kilku.

## Wybrane sztuki i musicale
- „Jaśnie pan” – sztuka telewizyjna; TV Katowice (28 lutego 1972); TV Gdańsk (26 września 1974)
- „Zaczarowana rakieta” - musical dla dzieci. Operetka Śląska w Gliwicach (prapremiera: grudzień 1979)[4][5][6],
- „Przygoda zegara” - musical dla dzieci; Operetka Śląska w Gliwicach; prapremiera 10 IX 1981 r.[7]
- „Najdziwniejsza przygoda krasnala” - musical dla dzieci; Operetka Śląska w Gliwicach (prapremiera: czerwiec 1984)[8][9][10]
- „Echo dżungli” - musical dla dzieci i młodzieży; Operetka Śląska w Gliwicach - Libretto; prapremiera IV 1993 r.[11]
- „Pieczeń po hindusku” – sztuka i musical
- „Ostatnia bezludna wyspa” – sztuka
- „Dookoła” – sztuka
- „Przeprowadzacze” – sztuka
- „Zegar” – musical dla dzieci
- „Mrówki” – musical dla młodzieży
- „Sezam Ali Baby” – musical dla dzieci

## Wybrane publikacje
- „Wiersze” (1992),
- „Mały słownik operetkowy” (1992),
- „Autobus” (1993),
- „Powtórka z historii Polski” (1993),
- „Bajdoła czyli zachmurzenie duże z większymi przejaśnieniami” (1994, Wyd. Eurex - Gliwice - 1994 - ISBN 83-86269-00-6)
- „Wiersze” - Wyd. Śląski Fundusz Literacki ZLP - Katowice - 1992 (bez ISBN)
- „Mały słownik operetkowy” - wyd. Operetka Śląska - Gliwice - 1992 (bez ISBN)
- „Autobus” - Wyd. Eureks - Gliwice - 1992 (bez ISBN)
- „Teatr zamknięty” - Wyd. Eurex - Gliwice - 1995 - ISBN 83-86269-01-4; Wyd. Miniatura - Kraków - 2012 - ISBN 978-83-7606-388-1
- „Ścieżki Pana Boga” - Wyd. Morawiak - Gliwice - 1998 - (bez ISBN)[12].
- „366 Dni Bajdoły i Bajgóra” - Wyd. Miniatura - Kraków; I wyd. - 2003, ISBN 837081-548-0; II wyd.- 2013, ISBN 978-83-7606-487-1
- „Linomachina” - Wyd. Miniatura - Kraków - 2006 - ISBN 83-708-790-4
- „Dramaty” - Wyd. Miniatura - Kraków - 2009 - ISBN 978-83-7606-084-2
- „Kraina zielonego pojęcia” - Wyd. Miniatura - Kraków; 2010, ISBN 978-83-7606-201-2
- „Ważne młyny” - Wyd. Miniatura - Kraków - 2011 - ISBN 978-83-7606-253-2
- „Teatr senny” - Wyd. Miniatura - Kraków - 2012 - ISBN 978-83-7606-366-9
- „Byłem dwunasty” - Wyd. Miniatura - Kraków - 2013 - ISBN 978-83-7606-524-3
- „Zielone pojęcie” - Wyd. Mart-Gra - Rybnik - 2013 - ISBN 978-83-64245-02-2
- „Spacer” - Wyd. Miniatura - Kraków, 2014, ISBN 978-83-7606-728-5
- „Cień nieba” - Wyd. Miniatura - Kraków, 2014, ISBN 978-83-7606-739-1